# Musement
Musement (ou Tui Musement) est une plateforme pour la réservation d'activités, de visites, de musées, de spectacles et d'événements artistiques qui a lancé en mars 2014 un service initialement centré sur l'Europe, puis progressivement étendu au reste du monde. Musement regroupe des activités de tiers et des billets permettant aux utilisateurs de réserver en ligne. Les fournisseurs de visites ont accès au téléchargement et à la gestion de diverses activités via la plateforme. Les offres de l'entreprise sont disponibles via le site web, iOS et Android. Une fois qu'un client réserve une activité, il reçoit un bon numérique ou un billet électronique pour la réservation qui peut être sauvegardé sur son appareil ou imprimé. La société a quatre principaux concurrents sur ce marché, Viator (rachetée par TripAdvisor), GetYourGuide, start-up basée à Berlin, Klook, startup basée à Hong Kong, et Peek.com, une start-up basée aux États-Unis,. Le siège est situé à Milan.

## Histoire
Fondée mi-2013, Musement est une start-up italienne qui a obtenu des financements de 360 Capital Partners (précédemment investi dans YOOX, MutuiOnline), d'Italian Angels for Growth et d'autres investisseurs en septembre 2013. Elle a clos un financement de série B de 10 millions de dollars en 2016. 
En octobre 2017, Musement fait l'acquisition de Triposo.
En janvier 2024, Musement s'associe à la compagnie aérienne Easy Jet.

## Financement
En 2016, Musement a reçu 10 millions de dollars en série B par année. En octobre 2017, Muse Movement a repris la plateforme de voyage Triposo.

## Voir également
- Tourisme
- Tourisme en France